# Dirphiopsis wanderbilti
Dirphiopsis wanderbilti is een vlinder uit de familie nachtpauwogen (Saturniidae), onderfamilie Hemileucinae.
De wetenschappelijke naam van de soort is voor het eerst geldig gepubliceerd door Pearson in 1958.